# Oberreichenbach (Schwarzwald)
Oberreichenbach este o localitate în districtul rural Calw, landul Baden-Württemberg, Germania. Deoarece în Germania există mai multe localități cu acest nume, la nevoie se precizează astfel: Oberreichenbach (Schwarzwald).